# گابرووو (استان کرجالی)
گابرووو (به بلغاری: Gabrovo) یک منطقهٔ مسکونی در بلغارستان است که در شهرستان چرنوچن واقع شده‌است.
 گابرووو ۱۲٫۷۷۷ کیلومتر مربع مساحت و ۷۴۴ نفر جمعیت دارد.